# Палецкий, Иван Иванович Хруль
Князь Иван Иванович Палецкий по прозванию Хруль (? — 27 декабря 1497 Москва) — сын боярский и воевода во времена правления Ивана III Васильевича, Василия III Ивановича и правлении Елены Васильевны Глинской при малолетнем Иване IV Васильевиче Грозном.
Из княжеского рода Палецкие, старший сын князя Ивана Ивановича Палецкого, правнук основателя рода Ивана Давыдовича Палица. Рюрикович в XVIII колене. Имел бездетного младшего брата, конюшего и князя Бориса Ивановича.

## Биография
В правление московского князя Ивана III был близок к его сыну, будущему великому князю Василию III. В 1498 году показан сыном боярским. В 1512 году сперва третий, а в 1513 и 1520 годах второй воевода в Тарусе. В 1522-1523 годах второй воевода Сторожевого полка при стане за Опочкою. В январе 1533 года, на следующий день после свадьбы родного брата великого князя Василия III — князя Андрея Ивановича и княжны Ефросиньи Андреевны Хованской сидел в кривом столе на окольничем месте. В марте 1545 года второй воевода седьмого Большого полка в Казанском походе. В апреле 1549 года второй воевода в шведском походе. В сентябре 1551 года первый воевода восьмого полка войск правой руки в походе к Полоцку.
По родословной росписи показан бездетным.

## Критика
П.Н. Петров в "Истории родов русского дворянства" и "Русском биографическом словаре" А.А. Половцева записано: "Как и многие близкие к Василию люди, был обвинен в заговоре дьяка Стромилова с целью устранения наследника, внука Ивана III — Дмитрия, которого великий князь хотел объявить наследником престола, как участник заговора казнён отсечением головы 27 декабря 1497 года на Москве-реке". Эти данные упомянуты в поколенной росписи Еропкиных поданной в 1682 году в Палату родословных дел, где Еропкин Иван Афанасьевич был в опале и казнён вместе с князем Иваном Хрулём Палецким (7006 году) 1497/98 году и в дальнейшем, вероятно, растиражированные, но записи в разрядных книгах опровергают это. В поколенной росписи и родословных книгах князей Палецких данный факт не отражён. В изысканиях С.Б. Вернадского, Л.В. Черепнина и Г.В. Вернадского его имя среди казнённых не упоминается.